# Scione crassa
Scione crassa är en tvåvingeart som beskrevs av Szilady 1926. Scione crassa ingår i släktet Scione och familjen bromsar. Inga underarter finns listade i Catalogue of Life.